# 藤原貴弘
藤原貴弘（7月15日—）是日本的男性聲優。所屬賢Production。北海道出身。血型為AB型。身高177cm。

## 演出作品

### 電視動畫
2011年
- BLEACH（隊員、作業人員）
- 未來日記（12th 黃）

2012年
- CØDE:BREAKER 法外制裁者（組員）
- SKET DANCE（洋基）
- Battle Spirits Sword Eyes（毒刺、白刺）
- 最強學生會長（木）
- 軍火女王（莫庫納、將軍）
- 軍火女王 PERFECT ORDER（莫庫納、艾倫）
- JoJo的奇妙冒險（研究人員C、黑道、士兵B、一族）
- 宇宙兄弟（安迪·泰勒、戴蒙·柯伯爾）
- Aikatsu！偶像活動！（警衛）

2013年
- AKB0048 next stage（將軍）
- THE UNLIMITED 兵部京介（超能力士兵）
- 問題兒童都來自異世界？（不良份子C、克拉肯）
- 打工吧！魔王大人（男客人）
- 銀河機攻隊 莊嚴皇子（新一郎、新二郎、新三郎、秀幸、部下[1]）
- 決鬥大師 勝利V3（大個子）
- 有頂天家族（親衛隊A）
- 單色小姐 -The Animation-（實況記者、村人A、拳擊邀約男子、面試官A）
- 來自風平浪靜的明日（漁協成員A）
- 萌萌侵略者 OUTBREAK COMPANY
- 機巧少女不會受傷（警衛A、山鳩）

2014年
- 屬性同好會（山田、明覺、毛呂）
- 愚者信長（侍大將、旃陀羅笈多）
- 遊戲王ARC-V（室長）
- 魔法科高中的劣等生（呂剛虎）
- 三坪房間的侵略者！？（惡靈）
- 笑傲曇天（犬飼善藏）

2015年
- 蒼穹之戰神 EXODUS（指揮官）
- 黑子的籃球 第三期（根武谷永吉、白金耕造）
- 聖劍使的禁咒詠唱（管制員〈自衛隊員〉）
- 潮與虎（飛頭蠻 兄）
- Concrete Revolutio～超人幻想～（館內放送、課長）

2016年
- 潮與虎 第2期（黑炎A）
- 火星異種 復仇（伯爾基金·德魯奇巴基）
- 我的英雄學院（黑霧）
- 甲鐵城的卡巴內里（渡貫）
- 夏目友人帳 伍（喜歡橡子的妖怪）

2017年
- 鬼平（高杉銀平）
- 我的英雄學院 第2期（黑霧、第四類接觸）
- 數碼暴龍宇宙-應用怪獸（關閉獸）
- ONE PIECE（巴姆大王）

2018年
- 劍王朝（鬼王、肌肉男）
- 我的英雄學院 第3期（黑霧）
- 銀河英雄傳說 Die Neue These 邂逅（佛格[2]、乘務員、評議員）
- Space Bug（格羅巴將軍）
- 傀儡馬戲團（汀巴巴狄）
- Radiant 虛空魔境（塔吉的父親）

2019年
- 火之丸相撲（岩龍）
- 屁屁偵探（クロザル）
- 家有女友（主任教師）
- PSYCHO-PASS心靈判官 3（大石）

2020年
- 我的英雄學院 第4期（黑霧）
- 掠奪者（麵包店大叔、軍人、蔬菜店大）
- 非槍人生NO GUNS LIFE（島津）
- 寶可夢 旅途（阿四〈第2代〉）
- 元氣魔法♥光之美少女（農家的叔叔）
- 進擊的巨人 The Final Season（叔叔）

2021年
- 進擊的巨人 The Final Season（戰車隊、洛柏夫）
- 我的英雄學院 第5期（黑霧）
- 更多！認真地不認真的怪俠佐羅利（老巡査）
- 新幹線戰士Z（島吾一[3]、業餘無線電家）
- 通靈王（大漢比爾[4]）
- 蠟筆小新（奇怪的男人）

2022年
- 屁屁偵探（鱷川）
- 慕留人-火影忍者新世代-（船蟲）
- 王者天下4（關常）
- 名偵探柯南（加納昭吾）
- BLEACH 千年血戰篇（傑洛姆·基茲巴特[5]、鬼岩城劍八）

2023年
- EDENS ZERO 伊甸星原 第2期（歐克）
- 『催眠麥克風-Division Rap Battle-』Rhyme Anima +（百地銀牙）

2024年
- 戰國妖狐（斷怪眾）
- 我獨自升級（服役者）
- 蜻蛉高球（圓的教練）
- 我的英雄學院 第7期（黑霧）

### OVA
2012年
- 授業到天明Chu!（老師A）

### 動畫電影
2012年
- 電影烙印勇士 黄金時代篇I 霸王之卵（皮平[6]）
- 電影烙印勇士 黄金時代篇II 多爾德萊攻略（皮平[7]）

2013年
- 電影烙印勇士 黄金時代篇III 降臨（皮平[8]）

2014年
- 帕羅的未來島（日语：パロルのみらい島）（店主）

2015年
- 劇場版 境界的彼方 -I'LL BE HERE- 未來篇（村人）

### 遊戲
2013年
- 我的妹妹哪有這麼可愛。 快樂結局
- 坦克戰記4 月光的歌姬（哥莫多[9]）

2016年
- 拳皇XIV（大门五郎）

2017年
- 拳皇世界（大门五郎）

2018年
- 拳皇全明星（大门五郎）

### 外語配音
- 愛卡莉
- 刺鳥
- 維京王國（索爾（柯南·史蒂文斯））
- 復仇女神（狄康·克萊因（阿戴威爾·阿金諾耶-阿格巴耶））
- 鄉下人（博（亞歷·鮑德溫））
- 科學怪犬（店主）

### 舞台
- LAND MINE GIRL（安良田拓）
- 月影（神代鐵生）
- 監視者（犯人）

### 廣播劇
- VOMIC BLEACH

### 電視劇CD
- 鞭子筆記

## 外部連結
- Media Force公開簡歷（页面存档备份，存于）
- 皮平藤原貴弘訪談

Template:Media Force